# Sante Viola
Sante Viola (Tivoli, 19 ottobre 1773 – Tivoli, 3 settembre 1838) è stato un avvocato e storico italiano.

## Biografia
Orfano del padre, venne allevato dalla madre Caterina Buonamoneta, la quale, non disponendo di mezzi adeguati per l'istruzione del figlio, si rivolse al conte Ascanio Saracinelli, che le prestò il suo aiuto.
Dotato di un talento naturale per lo studio, il giovane Sante si interessò in particolare di materie umanistiche. Si laureò in diritto civile e canonico nel 1794, mentre si occupava anche di lettere e di storia. Quello stesso anno fu incaricato di presiedere la Biblioteca Comunale, istituita a Tivoli già dal 1773 per atto di donazione di Felice Nicola Bischi.
Il Viola fu fra i membri dell'Accademia dell'Arcadia con il nome Mintèo.
Dal 1803 si dedicò all'avvocatura a Roma, dove venne poi nominato giudice sediale ed avvocato dei poveri. Dal gennaio del 1808 tenne anche lezioni di diritto e svolse funzioni di giudice di pace.
Ritornato a Tivoli, ricevette nel 1816 l'incarico di segretario di quel Comune, ufficio che mantenne per venti anni. Sposato con Francesca Tani, ebbe due figli, uno dei quali, Stanislao, esercitò anche lui l'avvocatura.

Sante Viola prese parte attiva alla vita culturale del suo tempo: collaboratore del Giornale arcadico di scienze, lettere ed arti, dal 17 febbraio 1821 fu socio corrispondente della Società Archeologica Romana e dal 1825 fu tra gli "intrepidi" di Cori.

## Opere
Le sue opere principali sono:
- Storia di Tivoli [1] dalla sua origine fino al secolo XVII, 3 tomi, Roma 1819, tipografia Francesco Bourliè;[2][3][4]
- Memorie storiche dell'antichissima città di Cori e del cardinale Pietro Marcellino Corradini, Roma 1825, pubblicate dal Giornale Arcadico presso Antonio Boulzaler;[5]
- Storia di Caio Cilnio Mecenate cavaliere romano, Roma 1816, per i tipi di Francesco Bourliè.
- Cronaca delle diverse vicende del Fiume Aniene in Tivoli sino alla deviazione del medesimo nel traforo del Monte Catillo Roma, Tip. delle belle arti, 1835  Parte seconda con appendice